# نيناد غافريك
نيناد غافريك (بالصربية: Ненад Гаврић)‏ هو لاعب كرة قدم صربي في مركز نصف الجناح، ولد في 12 ديسمبر 1991 في شاباتس في صربيا. لعب مع النجم الأحمر بلغراد ونابريداك كروشيفاتس.

## وصلات خارجية
- نيناد غافريك على موقع الاتحاد الأوربي (الإنجليزية)
- نيناد غافريك على موقع قاعدة بيانات كرة القدم.إي يو (الإنجليزية)
- نيناد غافريك على موقع بيانات كرة القدم. دي إي (الألمانية)
- نيناد غافريك على موقع Soccerbase.com (لاعب) (الإنجليزية)
- نيناد غافريك على موقع Soccerway.com (الإنجليزية)
- نيناد غافريك على موقع عالم كرة القدم.نت (الإنجليزية)